# Galiteuthis pacifica
Galiteuthis pacifica är en bläckfiskart som först beskrevs av Robson 1948.  Galiteuthis pacifica ingår i släktet Galiteuthis och familjen Cranchiidae. Inga underarter finns listade i Catalogue of Life.